# Rafaela Theodoro
Rafaela Theodoro (Rio de Janeiro, 7 de outubro de 1992) é uma porta-bandeira brasileira, atuante no carnaval carioca. Desde 2011 é a primeira porta-bandeira da Imperatriz Leopoldinense, sendo a segunda porta-bandeira mais longeva da escola, perdendo apenas para Maria Helena, que ficou por 22 anos no cargo. Das porta-bandeiras em atividade, é a segunda com mais tempo na mesma escola, perdendo apenas para Selminha Sorriso da Beija-Flor.
Com a Imperatriz, Rafaela foi campeã do carnaval de 2023, além do título de 2020 no grupo de acesso. É vencedora do Estandarte de Ouro de melhor porta-bandeira de 2024, além de diversas outras premiações como Tamborim de Ouro, S@mba-Net, Estrela do Carnaval e Prêmio SRzd. Em 2015, se casou com Junior Escafura, atual vice-presidente da Portela, em uma cerimônia realizada na Cidade do Samba. Na Imperatriz, Rafaela também ministra um curso de porta-bandeira para crianças e adolescentes.

## Biografia
Em seu nascimento, Rafaela foi diagnosticada com uma espécie de tumor benigno, chamado de teratoma sacrococcígeo. Com apenas um mês de vida, precisou ser submetida a uma cirurgia de risco para retirada total do tumor, correndo risco de perder a locomoção. Quando criança, Rafaela fazia aulas de futebol e sonhava em jogar pela seleção brasileira feminina. Aos quatorze anos de idade, sua avó, a porta-bandeira Luiza da Silva, a matriculou para fazer aulas na Escola de Mestre-sala e Porta-bandeira de Manoel Dionísio. No início, Rafaela resistiu, mas, com o tempo, passou a se interessar pela dança. Em 2008, venceu um concurso para assumir a vaga de segunda porta-bandeira da Unidos de Vila Isabel, sendo escolhida pelo primeiro casal da Vila na época, Julinho Nascimento e Rute Alves. No carnaval de 2009, aos 16 anos de idade, estreou como segunda porta-bandeira da Vila Isabel, dançando ao lado do mestre-sala Phelipe Lemos, com quem formaria uma parceria de anos. Em 2010, os dois participaram de um concurso para eleger o novo primeiro casal da Imperatriz Leopoldinense. Os dois venceram o concurso e, aos dezoito anos de idade, Rafaela estreou como primeira porta-bandeira da Imperatriz no carnaval de 2011. Phelipe e Rafaela dançaram juntos na Imperatriz até o carnaval de 2015, quando o mestre-sala se desligou da escola. Nesse período, conquistaram diversas premiações e garantiram a nota máxima do júri no carnaval de 2014. Com a saída de Phelipe, a Imperatriz contratou o experiente Rogerinho Dornelles para dançar com Rafaela no carnaval de 2016. A dupla durou apenas um ano. A partir de 2017, Rafaela passou a dançar com o mestre-sala Thiaguinho Mendonça. Juntos, foram rebaixados em 2019 e venceram a Série A de 2020, retornando ao Grupo Especial no carnaval de 2022. O ano de 2023 marcou o retorno de sua parceria com Phelipe Lemos na Imperatriz. A escola foi campeã do carnaval de 2023 e Rafaela conquistou seu primeiro título na elite da folia carioca. No carnaval de 2024, Rafaela conquistou seu primeiro Estandarte de Ouro de melhor porta-bandeira.

## Carnavais
Abaixo, a lista de carnavais de Rafaela e seu desempenho em cada ano.
| Legenda: 0 Nota descartada N Escola foi campeã |

| Ano  | Divisão  | Escola de samba | Classificação          | Mestre-sala         | Notas                          | Notas                          | Notas                          | Notas                          | Notas                          | Ref.          |
| ---- | -------- | --------------- | ---------------------- | ------------------- | ------------------------------ | ------------------------------ | ------------------------------ | ------------------------------ | ------------------------------ | ------------- |
| 2009 | Especial | Vila Isabel     | 4.º lugar              | Phelipe Lemos       | O segundo casal não é avaliado | O segundo casal não é avaliado | O segundo casal não é avaliado | O segundo casal não é avaliado | O segundo casal não é avaliado | [ 9 ] [ 10 ]  |
| 2010 | Especial | Vila Isabel     | 4.º lugar              | Phelipe Lemos       | O segundo casal não é avaliado | O segundo casal não é avaliado | O segundo casal não é avaliado | O segundo casal não é avaliado | O segundo casal não é avaliado | [ 11 ] [ 12 ] |
| 2011 | Especial | Imperatriz      | 6.º lugar              | Phelipe Lemos       | 10                             | 9,9                            | 9,9                            | 9,9                            | 9,8                            | [ 13 ] [ 14 ] |
| 2012 | Especial | Imperatriz      | 10.º lugar             | Phelipe Lemos       | 9,9                            | 9,9                            | 9,9                            | 9,8                            | -                              | [ 15 ] [ 16 ] |
| 2013 | Especial | Imperatriz      | 4.º lugar              | Phelipe Lemos       | 10                             | 9,9                            | 9,8                            | 9,7                            | -                              | [ 17 ] [ 18 ] |
| 2014 | Especial | Imperatriz      | 5.º lugar              | Phelipe Lemos       | 10                             | 10                             | 10                             | 10                             | -                              | [ 19 ] [ 20 ] |
| 2015 | Especial | Imperatriz      | 6.º lugar              | Phelipe Lemos       | 10                             | 9,9                            | 9,9                            | 9,8                            | -                              | [ 21 ] [ 22 ] |
| 2016 | Especial | Imperatriz      | 6.º lugar              | Rogerinho Dornelles | 9,9                            | 9,9                            | 9,8                            | 10                             | -                              | [ 23 ] [ 24 ] |
| 2017 | Especial | Imperatriz      | 7.º lugar              | Thiaguinho Mendonça | 10                             | 10                             | 10                             | 9,9                            | -                              | [ 25 ] [ 26 ] |
| 2018 | Especial | Imperatriz      | 8.º lugar              | Thiaguinho Mendonça | 10                             | 10                             | 10                             | 9,9                            | -                              | [ 27 ] [ 28 ] |
| 2019 | Especial | Imperatriz      | 13.º lugar (Rebaixada) | Thiaguinho Mendonça | 9,9                            | 9,9                            | 9,9                            | 9,9                            | -                              | [ 29 ] [ 30 ] |
| 2020 | Série A  | Imperatriz      | Campeã (Promovida)     | Thiaguinho Mendonça | 10                             | 10                             | 10                             | 10                             | -                              | [ 31 ] [ 32 ] |
| 2022 | Especial | Imperatriz      | 10.º lugar             | Thiaguinho Mendonça | 9,9                            | 10                             | 9,9                            | 9,9                            | 9,8                            | [ 33 ]        |
| 2023 | Especial | Imperatriz      | Campeã                 | Phelipe Lemos       | 9,9                            | 10                             | 10                             | 10                             | -                              | [ 34 ]        |
| 2024 | Especial | Imperatriz      | Vice-campeã            | Phelipe Lemos       | 10                             | 10                             | 10                             | 10                             | -                              | [ 35 ]        |
| 2025 | Especial | Imperatriz      | 3.º lugar              | Phelipe Lemos       | 10                             | 10                             | 10                             | 10                             | -                              | [ 36 ]        |
| 2026 |          | Imperatriz      |                        | Phelipe Lemos       |                                |                                |                                |                                |                                | [ 37 ]        |

## Títulos e estatísticas
| Divisão        | Campeonato | Ano  | Vice | Ano  | Terceiro lugar | Ano |
| -------------- | ---------- | ---- | ---- | ---- | -------------- | --- |
| Grupo Especial | 1          | 2023 | 1    | 2024 | -              | -   |
| Série A        | 1          | 2020 | -    | -    | -              | -   |

## Premiações
- Estandarte de Ouro

1. 2024 - Melhor porta-bandeira (Imperatriz) [8]

- Estrela do Carnaval

1. 2020 - Melhor casal de mestre-sala e porta-bandeira (com Thiaguinho - Imperatriz) [38]
2. 2025 - Melhor casal de mestre-sala e porta-bandeira (com Phelipe - Imperatriz) [39]

- Fala Galera Carna Insta

1. 2022 - Melhor casal de mestre-sala e porta-bandeira (com Thiaguinho - Imperatriz) [40]

- Gato de Prata

1. 2014 - Melhor casal de mestre-sala e porta-bandeira (com Phelipe - Imperatriz) [41]
2. 2024 - Melhor porta-bandeira (Imperatriz)[42]

- Prêmio 100% Carnaval

1. 2024 - Melhor porta-bandeira (Imperatriz) [43]

- Prêmio SRzd

1. 2014 - Melhor casal de mestre-sala e porta-bandeira (com Phelipe - Imperatriz) [44]
2. 2020 - Melhor casal de mestre-sala e porta-bandeira (com Thiaguinho - Imperatriz) [45]

- Prêmio Ziriguidum

1. 2014 - Prêmio Especial [46][47]

- Resenha dos Sambistas

1. 2024 - Melhor casal de mestre-sala e porta-bandeira (com Phelipe - Imperatriz) [48]
2. 2025 - Melhor casal de mestre-sala e porta-bandeira (com Phelipe - Imperatriz)

- S@mba-Net

1. 2014 - Melhor casal de mestre-sala e porta-bandeira (com Phelipe - Imperatriz) [49]
2. 2025 - Melhor casal de mestre-sala e porta-bandeira (com Phelipe - Imperatriz) [50]

- Tamborim de Ouro

1. 2016 - Melhor casal de mestre-sala e porta-bandeira (com Rogerinho - Imperatriz) [51]

- Troféu Jorge Lafond

1. 2014 - Prêmio Especial [52][53]

- Troféu Nota 10

1. 2020 - Melhor casal de mestre-sala e porta-bandeira (com Thiaguinho - Imperatriz) [54]

- Troféu Sambario

1. 2025 - Melhor casal de mestre-sala e porta-bandeira (com Phelipe - Imperatriz) [55]

- Troféu Sambista

1. 2017 - Melhor casal de mestre-sala e porta-bandeira (com Thiaguinho - Imperatriz) [56]
2. 2018 - Melhor casal de mestre-sala e porta-bandeira (com Thiaguinho - Imperatriz) [57]

- Troféu Tupi Carnaval Total

1. 2014 - Melhor casal de mestre-sala e porta-bandeira (com Phelipe - Imperatriz) [58]
2. 2023 - Melhor casal de mestre-sala e porta-bandeira (com Phelipe - Imperatriz) [59]
3. 2024 - Melhor casal de mestre-sala e porta-bandeira (com Phelipe - Imperatriz) [60]